# 吳鼐 (乾隆進士)
吳鼐（1696年—1747年），字大年。無錫（今江蘇省無錫市）人。

## 生平
康熙三十五年（1696年）出生。幼嗜学，沉酣六经，尤精於《易經》和《三禮》。年輕時與同邑友人秦蕙田、龔燦、蔡德晉等人相約讀經，每半個月一期，前後十餘年。曾被楊名時推薦，但未授官。乾隆元年（1736年）丙辰科进士。授工部主事。乾隆十二年（1747年）卒。著有《三正考》二卷、《易象約言》（不分卷）等。